# Burcu Çetinkaya
Burcu Çetinkaya (Istanboel, 19 maart 1981) is een Turkse rallycoureur en televisiepresentatrice.
Na een opleiding op de Robbert College studeerde Burcu economie op de Koç-universiteit.
In Turkije heeft Burcu meerdere rallykampioenschappen gewonnen.